# Калішам (дегестан)
Калішам (перс. کلیشم) — дегестан в Ірані, у бахші Амарлу, в шагрестані Рудбар остану Ґілян. За даними перепису 2006 року, його населення становило 2528 осіб, які проживали у складі 767 сімей.

## Населені пункти
До складу дегестану входять такі населені пункти:
- Анбуг
- Віє
- Ґерделат
- Доґасар
- Калішам
- Лає
- Наве
- Новдег
- Харе-Пу